# Horní Kralovice (zámek)
Zámek Horní Kralovice stával v dnes již neexistující obci Horní Kralovice, součásti původní, dnes zatopené, obce Dolní Kralovice. Dnes je místo zatopenou vodní nádrží Želivka.

## Historie
Zámku předcházela tvrz, kterou nechal zřejmě vystavět správce Vyšehradské kapituly. Kdy k tomu došlo, není známo. V roce 1267 je zmiňován Martin z Kralovic a v letech 1408–1416 Jarek z Kralovic. Po něm se dostává do vlastnictví jeho syna Oldřicha Močihuba, jemuž, coby katolíkovi, daroval císař Zikmund obec. V roce 1440 však Horní Kralovice odkoupili Trčkové z Lípy. V roce 1505 se dostává do majetku Albrechta a Záviše Cinadrů z Újezdce, kteří je přejmenovali na Cinadrovy Kralovice. O něco později jsou pouze v držení Albrechta a jeho syna Jana. Po jejich předčasné smrti, kdy je otrávila jejich hospodyně Voršila Blažková z Kutné Hory, se panství ujal Aleš Cinadr a po jeho smrti jeho sestra Veronika. Ta si vzala Lévu Zručského z Chřenovic a Kralovice na něj nechala přepsat. Brzy na to ovdověla, ale opět se provdala a to za Albrechta Novohradského z Kolovrat. Roku 1571 statek odkoupil velkopřevor Maltézských rytířů, Václav Zajíc z Házmburka.
Maltézští rytíři nechali tvrz přestavět na barokní zámek a sloužil k letním pobytům velkopřevora a komendátorů. Řád jej vlastnil do roku 1805, kdy zámek odkoupil Jan Gottman a nechal jej přestavět v duchu klasicismu, po jehož smrti zámek zdědila jeho dcera Karolína Swippelová. Roku 1830 panství odkoupil Dionýs Locke, přičemž v majetku Lockeů zůstal do roku 1945. Ti jej také přestavěli v duchu novobaroka. V parku nechali na ostrůvku v jezírku postavit gloriet a roku 1930 nedaleko i kapli Božího srdce Páně, která plnila i funkci rodinné hrobky. V roce 1946 došlo k rozparcelování statku a zámek získala Zemská komise pro péči o mládež. Od roku 1955 jej využívalo ředitelství Státního statku Dolní Kralovice. Dne 18. září 1963 československá vláda rozhodla o vybudování vodní nádrže Želivka a v roce 1970 byl zámek zdemolován.